# Неуролингвистичко програмирање
Неуролингвистичко програмирање (скраћено НЛП) псеудонаука је која се бави проучавањем људског понашања. Заснива се на научним методама које се користе када долази до проблема у комуникацији. Основан је 1970-их година од стране Ричарда Бандлера (студента) и Џона Гриндера (професор лингвистике). Бандлер је први приметио одређене шаблоне које користе успешни људи и који могу да се примене у свим делатностима. То је заинтересовало Гриндера који је био његов ментор на факултету. Пар година касније, заједно су објавили књигу енгл. Frogs into princess 1979. године. Након тога, НЛП је постао правац у примењеној психологији.

## Оспоравање
Неки научници и експерти сматрају да НЛП представља псеудонауку. Бројна истраживања наводе да се НЛП заснива на застарелим схватањима о томе како функционише мозак, односно да није у складу са тренутном неуролошком теоријом и садржи бројне чињеничне грешке.
Иако је НЛП данас дискредитован, бројне агенције, хипнотерапеути и компаније настављају да промовишу и организују семинаре и радионице о обуци и примени НЛП-а.